# Kołobrzeg
Kołobrzeg (en alemán: Kolberg; en casubio: Kòlbrzég; en latín: Cholbergensis) es una ciudad de alrededor de cincuenta mil habitantes, ubicada en el voivodato de Pomerania Occidental, en el noroeste de Polonia.

## Geografía
Kołobrzeg se encuentra en el Voivodato de Pomerania Occidental (desde 1999), anteriormente (1950-1998) formaba parte del Voivodato de Koszalin. Kołobrzeg se encuentra junto al río Parsęta en la costa meridional del mar Báltico (en el medio de la sección dividida por el Óder y el Vístula). Cuenta con un pequeño puerto marítimo en la orilla del mar Báltico. 

### Clima
| Parámetros climáticos promedio de Kołobrzeg (1991-2020) | Parámetros climáticos promedio de Kołobrzeg (1991-2020) | Parámetros climáticos promedio de Kołobrzeg (1991-2020) | Parámetros climáticos promedio de Kołobrzeg (1991-2020) | Parámetros climáticos promedio de Kołobrzeg (1991-2020) | Parámetros climáticos promedio de Kołobrzeg (1991-2020) | Parámetros climáticos promedio de Kołobrzeg (1991-2020) | Parámetros climáticos promedio de Kołobrzeg (1991-2020) | Parámetros climáticos promedio de Kołobrzeg (1991-2020) | Parámetros climáticos promedio de Kołobrzeg (1991-2020) | Parámetros climáticos promedio de Kołobrzeg (1991-2020) | Parámetros climáticos promedio de Kołobrzeg (1991-2020) | Parámetros climáticos promedio de Kołobrzeg (1991-2020) | Parámetros climáticos promedio de Kołobrzeg (1991-2020) |
| Mes                                                     | Ene.                                                    | Feb.                                                    | Mar.                                                    | Abr.                                                    | May.                                                    | Jun.                                                    | Jul.                                                    | Ago.                                                    | Sep.                                                    | Oct.                                                    | Nov.                                                    | Dic.                                                    | Anual                                                   |
| ------------------------------------------------------- | ------------------------------------------------------- | ------------------------------------------------------- | ------------------------------------------------------- | ------------------------------------------------------- | ------------------------------------------------------- | ------------------------------------------------------- | ------------------------------------------------------- | ------------------------------------------------------- | ------------------------------------------------------- | ------------------------------------------------------- | ------------------------------------------------------- | ------------------------------------------------------- | ------------------------------------------------------- |
| Temp. máx. abs. (°C)                                    | 13.6                                                    | 17.8                                                    | 23.2                                                    | 28.9                                                    | 31.7                                                    | 35.9                                                    | 35.7                                                    | 38.0                                                    | 32.3                                                    | 26.1                                                    | 19.5                                                    | 14.3                                                    | 38.0                                                    |
| Temp. máx. media (°C)                                   | 2.9                                                     | 3.8                                                     | 6.8                                                     | 11.7                                                    | 15.9                                                    | 19.3                                                    | 21.7                                                    | 22.0                                                    | 18.1                                                    | 12.9                                                    | 7.5                                                     | 4.1                                                     | 12.2                                                    |
| Temp. media (°C)                                        | 0.7                                                     | 1.2                                                     | 3.4                                                     | 7.6                                                     | 11.8                                                    | 15.6                                                    | 17.9                                                    | 17.9                                                    | 14.1                                                    | 9.5                                                     | 5.1                                                     | 2.0                                                     | 8.9                                                     |
| Temp. mín. media (°C)                                   | -1.5                                                    | -1.1                                                    | 0.7                                                     | 4.2                                                     | 8.1                                                     | 11.8                                                    | 14.2                                                    | 14.1                                                    | 10.8                                                    | 6.7                                                     | 3.0                                                     | -0.2                                                    | 5.9                                                     |
| Temp. mín. abs. (°C)                                    | -23.9                                                   | -25.5                                                   | -17.7                                                   | -5.5                                                    | -2.6                                                    | 0.0                                                     | 4.4                                                     | 2.4                                                     | -0.7                                                    | -5.5                                                    | -13.1                                                   | -18.3                                                   | -25.5                                                   |
| Precipitación total (mm)                                | 48.2                                                    | 40.5                                                    | 42.9                                                    | 34.0                                                    | 50.6                                                    | 70.4                                                    | 77.0                                                    | 89.9                                                    | 73.2                                                    | 64.9                                                    | 51.0                                                    | 55.0                                                    | 697.6                                                   |
| Nevadas (cm)                                            | 64.7                                                    | 80.0                                                    | 32.9                                                    | 0.2                                                     | 0                                                       | 0                                                       | 0                                                       | 0                                                       | 0                                                       | 0.3                                                     | 6.4                                                     | 41.8                                                    | 226.3                                                   |
| Días de lluvias (≥ 1 mm)                                | 10.6                                                    | 9.3                                                     | 8.8                                                     | 6.9                                                     | 8.8                                                     | 9.4                                                     | 10.2                                                    | 10.6                                                    | 9.5                                                     | 11.0                                                    | 10.5                                                    | 12.3                                                    | 117.9                                                   |
| Días de nevadas (≥ 1 mm)                                | 9.3                                                     | 8.6                                                     | 3.8                                                     | 0.1                                                     | 0                                                       | 0                                                       | 0                                                       | 0                                                       | 0                                                       | 0.1                                                     | 1.6                                                     | 5.7                                                     | 29.2                                                    |
| Horas de sol                                            | 42.7                                                    | 66.8                                                    | 127.8                                                   | 198.9                                                   | 255.6                                                   | 253.0                                                   | 255.1                                                   | 236.5                                                   | 163.3                                                   | 104.9                                                   | 47.9                                                    | 30.6                                                    | 1783.1                                                  |
| Humedad relativa (%)                                    | 85.1                                                    | 83.7                                                    | 81.4                                                    | 77.0                                                    | 77.6                                                    | 77.2                                                    | 79.3                                                    | 79.5                                                    | 81.8                                                    | 84.3                                                    | 87.1                                                    | 86.9                                                    | 81.7                                                    |
| Fuente: Promedios y totales mensuales                   |                                                         |                                                         |                                                         |                                                         |                                                         |                                                         |                                                         |                                                         |                                                         |                                                         |                                                         |                                                         |                                                         |

## Historia
El nombre de la ciudad es mencionado por vez primera por Tietmaro de Merseburgo como Salsa Cholbergiensis. Fue refundada durante la Alta Edad Media, asumiendo la posición de centro regional de una localidad en el lugar donde modernamente está Budzistowo. Como una ciudad hanseática a la que se dotó de fuero con la Ley de Lübeck, la ciudad, conocida como Colberg, más tarde escrito Kolberg, fue el centro urbano de la Diócesis católica de Cammin y su residencia a lo largo de la Edad Media, hasta la abolición de las instituciones católicas en 1534 al introducirse la Reforma. En el siglo XIV formaba parte de las ciudades hanseáticas en las guerras de su dominio báltico contra Dinamarca. Fue ocupada por las tropas imperiales en 1627 y por los suecos en 1631. En 1653, mediante el Tratado de Stettin, formó parte de la Pomerania central de Brandemburgo durante la Edad Moderna. Desde 1815, fue parte de la provincia prusiana de Pomerania, integrándose como tal dentro del Imperio Alemán desde 1871. 
En 1945, al terminar la Segunda Guerra Mundial, la ciudad pasó a formar parte de la República Popular Polaca y el resto de la población alemana que no había huido ante el avance del Ejército Rojo fue más tarde expulsada. La ciudad, devastada en marzo del mismo año durante la Batalla de Kolberg, fue reconstruida pero perdió su estatus como centro regional en favor de la cercana Koszalin.
Actualmente Kołobrzeg es un importante puerto polaco en el Mar Báltico, dedicado al transporte de pasajeros y al comercio. No obstante, la mayor actividad económica de la ciudad es el turismo, debido a la abundancia de aguas termales en la zona y la extensión de sus playas para el veraneo, donde acude gran cantidad de turistas de toda Polonia, que han convertido a Kołobrzeg en balneario.

## Celebridades
- Aquí nació Egon Krenz.